# Tempio di Venere Genitrice
Il tempio di Venere Genitrice è un tempio romano inaugurato nel 46 a.C., che dominava il lato di fondo nord-occidentale del foro di Cesare a Roma.
Venne promesso in voto da Giulio Cesare alla dea Venere durante la battaglia di Farsalo. Il suo epiteto allude alla mitica discendenza del dittatore, attraverso Iulo, progenitore della gens Iulia, da Enea, figlio della dea, ma si riferisce anche all'aspetto della divinità in quanto legata al rifiorire primaverile della natura. Inizialmente il tempio doveva essere dedicato a "Venere Vincitrice", come quello edificato dal rivale Pompeo alla sommità del suo teatro. 

## Storia
Il tempio, inaugurato da Giulio Cesare insieme alla piazza antistante, nel 46 a.C., fu uno dei pochissimi edifici da lui iniziati che il dittatore riuscì a inaugurare prima della sua uccisione. Un passo di Svetonio ricorda come un giorno Cesare ricevette il Senato, ignorando ogni norma dell'etichetta repubblicana, seduto al centro del podio del tempio, come una divinità vivente. 
Il tempio venne danneggiato dall'incendio scoppiato sul Campidoglio nell'80 e dovette essere ricostruito sulle medesime fondazioni sotto Traiano, in seguito all'abbattimento della sella montuosa tra Campidoglio e Quirinale per l'erezione del Foro di Traiano, sella al cui pendio si addossava l'edificio cesariano. Venne nuovamente dedicato, come riportano i Fasti Ostiensi il 12 maggio del 113, nello stesso giorno dell'inaugurazione della Colonna di Traiano.
Danneggiato dall'incendio avvenuto sotto l'imperatore Carino nel 283, sotto Diocleziano se ne dovettero rinforzare le strutture, inglobando le colonne della facciata in un muro in laterizio e collegandolo con archi sempre in laterizio rivestito di marmo alle strutture laterali della cosiddetta Basilica Argentaria.

## Descrizione

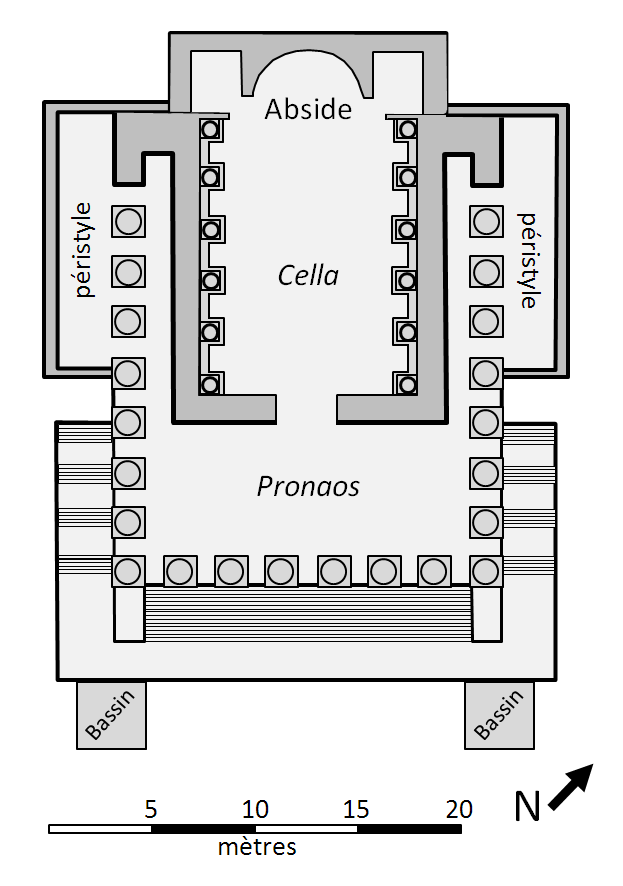
Pianta ricostruttiva del tempio.

Del tempio di epoca cesariana si conserva solo il nucleo in cementizio del podio, al quale si accedeva da due scalinate laterali, e alcune tracce dell'abside che si trovava in fondo alla cella, inglobata nelle nuove strutture traianee. Si trattava di un tempio periptero, con otto colonne sulla fronte (ottastilo) e otto sui fianchi, piuttosto ravvicinate (picnostilo, secondo Vitruvio), privo di colonne sul retro (sine postico).
Dell'edificio ricostruito da Traiano, la cui pianta dovette ricalcare quella dell'edificio più antico, si conservano invece numerosi resti della ricca decorazione marmorea. Sono state rialzate sul podio tre delle colonne di ordine corinzio del lato sud-occidentale del tempio, con la relativa trabeazione (cornice con mensole, fregio con decorazione a girali e architrave decorato inferiormente da lacunari con amorini in mezzo a girali d'acanto), rinvenute in posizione di caduta negli scavi degli anni trenta. Alcuni dei resti sono stati esposti nel Museo dei fori imperiali.
Sul muro esterno della cella, rivestito da lastre in marmo che imitavano la divisione in blocchi di un'opera quadrata, le colonne esterne si rispecchiavano in un ordine di lesene. Tra di esse, su due registri sovrapposti, si trovavano pannelli a rilievo, con amorini in diverse composizioni di carattere decorativo. Altri pannelli simili ed altri ancora con lussureggianti decorazioni vegetali arricchite da piccoli animali, dovevano ornare l'interno della cella. Questo era stato probabilmente modificato rispetto alla prima fase dell'edificio: le pareti erano state decorate da due ordini di colonne innalzate su un basamento, che inquadravano nicchie con frontoncini; sul primo ordine correva un fregio, ancora con amorini, occupati a portare gli attributi di varie divinità.  Sul fondo l'abside era stata ricostruita e maggiormente distaccata dalla cella vera e propria: alla parte absidale dovevano forse appartenere le basi decorate che sono state reimpiegate nell'ingresso del Battistero lateranense.
Nell'abside si trovava la statua di Venere Genitrice, opera dello scultore neoattico Arcesilao (Arkesilas).
All'interno del tempio erano presenti numerose opere d'arte, che conosciamo in parte dalle fonti: 
- una statua di Venere
- una statua di Cesare,
- una statua in bronzo dorato di Cleopatra,
- due quadri di Timomaco di Bisanzio (Medea e Aiace, che Cesare pagò ottanta talenti),
- sei collezioni di gemme intagliate (dactyliothecae),
- una corazza decorata con perle proveniente dalla Britannia.

Davanti al podio restano i basamenti di due fontanelle, già scambiati per le basi delle statue delle Appiadi ricordate da Ovidio, che in realtà si trovavano nel vicino Atrium Libertatis.

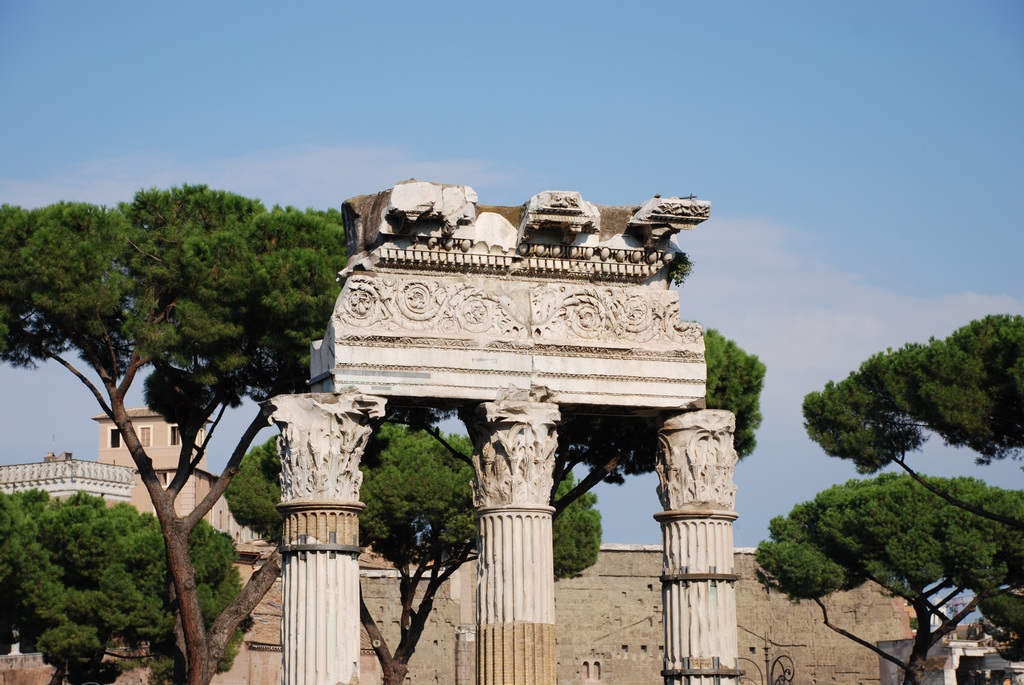
Dettaglio dei capitelli e della trabeazione
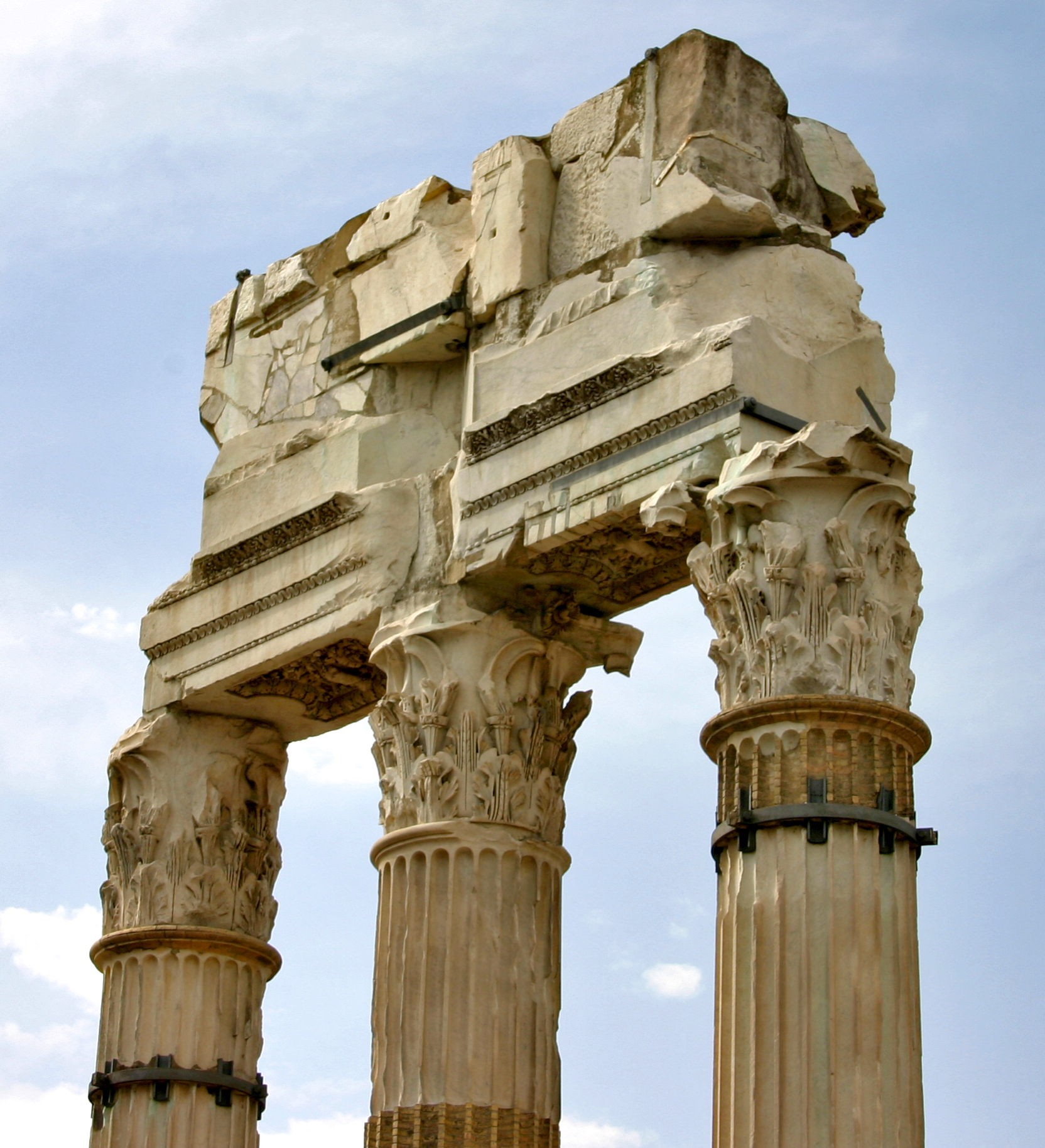
Retro, dettaglio dei capitelli e della trabeazione
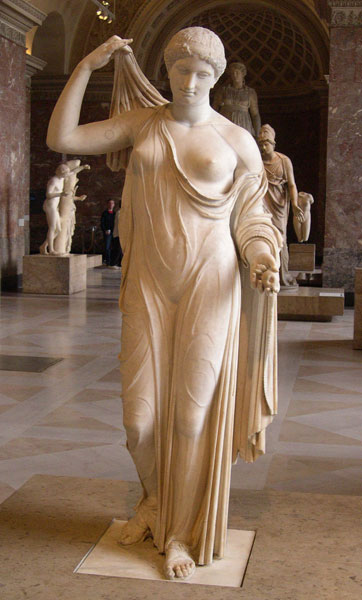
Esempio di statua di Venus Genitrix (Museo del Louvre)